# Теодеберт I
Теодеберт I (Теудеберт I; ок. 503 — 547/548) — король франков в 533/534 — 547/548 годах из династии Меровингов. Правил в Восточно-Франкском королевстве (впоследствии получившем название Австразия), со столицей в Меце. Сын короля Теодориха I. Имя Теодеберт происходит от франкского «Блистающий в народе».

## Биография

### Деяния Теодеберта I при жизни его отца
Уже в правление отца Теодеберт, «статный и деятельный», как говорит о нём Григорий Турский, оказывал тому помощь в управлении государством и участвовал в походах. Он руководил отражением нашествия норманнов (данов или гаутов) короля Хохилайха (Хигелака) на северные границы их королевства.
Вместе с отцом Теодеберт участвовал в сражениях с тюрингами и именно ему Фредегар приписывает расправу с последним королём тюрингов Герменефредом, которого он сбросил со стены города Цюльпиха.
Также согласно Марию Аваншскому Теодеберт, наравне со своими дядьями Хильдебертом I и Хлотарём I, пока его отец вёл войну в Оверни, участвовал в войне 532—534 годов с бургундами, приведшей к полному подчинению королевства бургундов франкам. Хотя Григорий Турский не упоминал его среди участников этой войны, известно, что в 532 году он сражался с бургундами короля Годомара II при Отёне. Марий Аваншский датировал окончательный захват Бургундии франками 534 годом. Об этом событии он писал: «Короли франков — Хильдеберт, Хлотарь и Теодеберт захватили Бургундию и, обратив в бегство короля Годомара, поделили его королевство».
Воевал Теодеберт, ещё в бытность отца, и с вестготами, которые после смерти Хлодвига I смогли отвоевать часть потерянной ими территории, в частности, видимо, Родез и Альби. Теодеберту, совместно со старшим сыном Хлотаря I Гунтаром было поручено вернуть утраченные земли. Гунтар дошёл до Родеза и, неизвестно почему, повернул обратно. Теодеберт же продвинулся до самого Безье и захватил его округу. Там он встретил некую молодую женщину по имени Деотерия и, пленившись её красотой, стал с ней сожительствовать, несмотря на то, что уже был помолвлен с дочерью короля лангобардов Вахо Визигардой. Также, видимо, какие-то действия военного характера Теодеберт принимал против города Арля, ибо Григорий Турский говорит о наличии у него заложников из этого города, ещё до смерти его отца.

### Борьба за отцовское наследство. Женитьба на Деотерии
В конце 533 года Теодеберт, находясь на юге Галлии, где вёл войну, получил сообщение, что отец его тяжело болен и что если он не поспешит к нему, чтобы застать его в живых, то его дядья лишат его наследства и он никогда больше не сможет вернуться в своё королевство. При этом известии Теодеберт отложил все дела и направился к отцу, оставив Деотерию (Дитерия) с её дочерью от первого брака в Клермоне. Но Теодорих I скончался не дождавшись его приезда. Против Теодеберта поднялись Хильдеберт I и Хлотарь I, желая отнять у него, как некогда у сыновей Хлодомира, королевство. Но так, как большая дружина Теодориха полностью перешла на сторону Теодеберта, сумевшего привлечь их богатыми дарами из королевской казны, оба брата потерпели неудачу. Теодеберт наследовал государство своего отца, и получил также свою долю при дележе бургундской добычи, а именно области: Отен, Шалон-на-Соне, Лангр, Аванш, Вивье, Ситтан, Невер и Безансон. Таким образом, между рейнскими и аквитанскими владениями Теодеберта существовала теперь связь по суше.
Затем он послал в Клермон за Деотерией и женился на ней. Между тем Деотерия, видя, что её дочь становится уже совсем взрослой, боялась, как бы король не почувствовал к ней вожделения и не взял её себе, и сбросила её с моста около города Вердена, посадив в закрытые носилки, привязанные к диким быкам. Так она и погибла в волнах реки.

### Союз с дядей Хильдебертом I
Когда Хильдеберт увидел, что он не в состоянии одержать верх над Теодебертом, он послал к нему послов, предлагая приехать к нему, при этом говоря: «У меня нет сыновей, и я хочу, чтобы ты был мне сыном». Когда Теодеберт приехал, Хильдеберт так его одарил, что у всех вызвал удивление. В самом деле, из дорогих вещей, как из оружия, так и из одежды и других украшений, какие должен иметь король, он подарил ему по три пары всего, столько же дал ему лошадей и чаш. Когда Сигивальд услышал о том, что Теодеберт получил королевство своего отца, он вернулся к нему из Италии. Теодеберт ему очень обрадовался, расцеловал его и одарил его третьей частью полученных от дяди подарков, и приказал вернуть ему всё, что ранее забрал его отец из имущества Сигивальда, отца Сигивальда.
В 534 году Хильдеберт I и Теодеберт собрали войско, намереваясь идти против Хлотаря, который, узнав об этом и решив, что он не выдержит натиска их войск, укрылся в лесу и сделал там большие засеки. Хильдеберт и Теодеберт пришли со своими войсками и начали осаду Хлотаря, собираясь его убить. Но утром на следующий же день в том месте, где они сошлись, поднялась буря, сорвала палатки, раскидала вещи и всё перевернула вверх дном. А на них самих обрушились молния, гром и крупный град. Даже их лошади были разогнаны бурей, так что их едва можно было найти на расстоянии нескольких километров, причём многих из них совсем не нашли. Тогда они, побитые градом и повергнутые на землю, начали раскаиваться и молить у бога прощения за то, что они замыслили такое против своего кровного родственника. А на Хлотаря не пролилось ни одной капли дождя, и не было слышно никакого грома, и они здесь не почувствовали даже никакого дуновения ветра. И Хильдеберт и Теодеберт послали к нему гонцов с просьбой о мире и согласии. Получив его, они вернулись восвояси.

### Теодеберт — «великий король франков»
По словам Григория Турского: «Когда королевская власть Теодеберта упрочилась, он показал себя правителем великим и замечательным; правил он королевством справедливо, почитал епископов, одаривал церкви, помогал бедным и многим охотно оказывал по своему благочестию и доброте многочисленные благодеяния. Он милостиво освободил церкви Клермона от выплаты налога, который поступал в его казну». Видимо, Теодеберт пользовался у своих современников исключительным авторитетом. Теодеберт лучше других понял символическое значение приобретения юго-восточных провинций, ещё хранивших престиж Римской империи и римского присутствия. Он окружил себя высококультурными и компетентными галло-римскими советниками, помогавшими ему в правлении. Это были Астериол, Секундин, а также патриций Парфений. Парфений происходил из знатной семьи и получил своё образование в Равенне, в Италии. Австразийцы сохранили воспоминание о его образованности. Так, майордом Гогон в «Австразийских письмах» отмечал его талант ритора. Теодеберт регулярно направлял в Византию посольства и письма, в которых перечислял многие подвластные ему народы, не забывая упомянуть о заботе и защите, которой он окружает христианские церкви. Он первым из варварских королей взялся чеканить свою «золотую монету из золота, добываемого в Галлии, с изображением не римского, как того требует обычай, императора, а со своим собственным изображением», — как писал крайне возмущенный этим фактом византийский историк Прокопий Кесарийский. Подобно Хлодвигу I и более своего двоюродного брата Хильперика Теодеберт хотел быть самым «римским» из франкских властителей. Можно понять епископа Мария Аваншского, когда, упоминая в своей «Хронике» о Теодеберте в 548 году, он употребляет в своих текстах выражение: «Теодеберт — великий король франков». Византийский историк Агафий Миринейский говорит, что Теодеберт «был чрезвычайно отважен, беспокоен и чрезмерно любил опасности».
Хотя Теодеберт, вот уже седьмой год, как был просватан за дочь короля лангобардов Вахо Визигарду, он продолжал жить с Деотерией. От неё у него был сын Теодобальд. Однако простое происхождение Деотерии вызвало гнев знатных франков и Теодеберт, чтобы утихомирить их, был вынужден удалить Деотерию и жениться на Визигарде, с которой он жил недолго, ибо она умерла, и он женился на другой. Однако с Деотерией он больше не жил.

### Получение в дар Прованса за помощь против Византии
После смерти короля остготов Теодориха Великого (526 год), Прованс, остававшийся во владении остготов и отделявший бургундские земли от моря, в этот момент показался франкам беззащитным. На этот раз не пришлось браться за оружие: вышло так, что Прованс был подарен. Дело в том, что в эти годы, вынашивая планы захвата Италии, Юстиниан I, император Восточной Римской империи стремился к заключению прочного союза с франками. Опасаясь перспективы борьбы на два фронта, бесславные наследники Теодориха Великого — Теодахад, и позднее Витигес в 536/537 годах уступили Прованс Хильдеберту и Теодеберту, уже пытавшимся ранее захватить Арль. Франкские короли добились утверждения этой территориальной уступки императором Юстинианом и отправились в Прованс, чтобы вступить во владение новоприобретёнными землями. Они побывали во всех городах побережья, задержавшись в Марселе, а Теодеберт даже организовал в Арле состязание в беге по примеру древних греков. Сверх того остготы уплатили франкским королям 2 тысячи фунтов золота.
Однако франко-готский союз против Юстиниана, на который надеялся Витигес, не состоялся. Хотя Теодеберт и неоднократно вмешивался в борьбу, которая шла в Италии, но он исходил более из возможности усиления франков, чем из желания поддержать остготов. Хотя внешняя политика Теодеберта становилась всё более антивизантийской, и он заключал договоры с гепидами и лангобардами против византийцев, однако, он не был заинтересован и в том, чтобы в Италии вновь возникло могущественное государство остготов.

### Подчинение алеманнов
Агафий Миринейский пишет, что Теодеберт «подчинил алеманнов и другие соседние народы». Дело в том, что раньше, после победы Хлодвига I над алеманнами и гибели их короля, король остготов Теодорих Великий взял остаток их племени под свою защиту. Равенна потребовала от короля франков прекратить дальнейшее преследование побеждённых, причём Теодорих гарантировал, что впредь алеманны будут уважать суверенитет франкской территории, ведь всё таки «король пал вместе со спесью народа (алеманнов)». Алеманны расселились в Реции, южнее Боденского озера, где Теодорих дал им статус «федерированных союзников», по римскому образцу, и поручил охрану альпийских горных проходов. Однако, слабые преемники Теодориха — Теодохад и Витигес, — ведя войну с Византией, не могли уже удерживать Рецию и отвели свои войска находящиеся там на территорию собственно Италии, оставив алеманнов на произвол судьбы. Этим не приминул воспользоваться Теодеберт.

«Теодорих, овладев всей Италией, первый сделал их (алеманнов) данниками и подчинил всё племя. Когда же он умер и величайшая война вспыхнула между Юстинианом, самодержцем римлян, и готами, готы, льстя франкам, снискали их дружбу и благосклонность всевозможными способами, вследствие чего лишились многих территорий и среди них оставили территорию алеманнского племени. Они полагали, что нужно отовсюду стягивать свои силы и освобождать подданных, которые казались излишними и не доставляли больших выгод, так как им предстояла борьба уже не за власть и славу, но за самую Италию, и они подвергались крайней опасности. Поскольку они представляли и предвидели мысленно будущую опасность, то и свои планы приспособляли к необходимости. Тот же Теодеберт подчинил своей власти освобожденное от них племя алеманнов. … Левтарис же и Бутилин, эти мужи были родными братьями, из племени алеманнов, но достигли величайшего могущества у франков, так что они предводительствовали этим народом, причём полномочия были предоставлены им Теодебертом».
Итак, к 537 году в руках франков оказалась почти вся Галлия. Хильдеберт и Теодеберт, наиболее предприимчивые завоеватели, обеспечили себе куда более обширные владения, чем Хлотарь. Отныне только области, прилегающие к устью Рейна, занимаемые язычниками-фризами, Септимания, всё ещё находившаяся в руках вестготов, Западные Пиренеи — бастион непокорных басков, и полуостровная Арморика, независимость которой крепла благодаря непрерывному притоку (до середины VI века) новых поселенцев из-за Ла-Манша, оставались неподвластными франкам.
Когда в 540-е гг. император Юстиниан I попросил короля Теодеберта I описать своё королевство, тот гордо ответил: 

«По милосердию нашего Господа с успехом были покорены тюринги и их провинции присоединены, род их королей угас; народ северных свевов был подчинён нами, подставив шею нашему величию через посредство эдиктов; кроме того, по милости Бога вестготы, живущие во Франкии, северная область Италии, Паннония, а также саксы и другие народы предались нам по собственной воле. Под покровом Бога наша держава протянулась от Дуная и границ Паннонии до берегов Океана».

### Вторжения в Италию
В течение 538 года византийский полководец Велисарий начал военные действия против остготов на севере Италии, перешёл через реку По и овладел Миланом. Это и было причиной снятия осады с Рима и движения готского отряда в Лигурию. Теодеберт, по просьбе готов послал им во исполнение союзного договора 10 000 воинов, но не франков, а бургундов, чтобы не показалось, что он нарушает свои отношения с императором. Эти бургунды делали вид, будто бы они отправились туда как добровольцы, самостоятельно, а не по приказанию Теодеберта. Соединившись с ними, готы подошли к Милану и, став лагерем около него, стали его осаждать. Небольшой византийский гарнизон, осажденный в Милане, не мог долго держаться, и сдался на условии свободного выхода из города. Но зато город испытал страшное разорение. Раздраженные готы перебили в нём мужское население, женщин отдали бургундским союзникам, и разрушили городские укрепления.
Между тем, король Теодеберт не ограничился посылкой бургундского отряда и, воспользовавшись войной готов с римлянами, несмотря на свой договор с Византией и готами, предпринял лично поход в Италию со стотысячным войском. Марий Аваншский помечает начало этой кампании 539 годом. Никто не знал намерений франкского короля — идёт ли он в качестве завоевателя или союзника. Франки прежде всего напали, по переправе через реку По, на готский лагерь и заставили готов в страхе бежать к Равенне. Византийские мелкие отряды не могли оказать сопротивления этим полудиким полчищам, отличавшимся необычным вооружением и отчаянной храбростью. Теодеберт опустошил Лигурию и Эмилию и, по словам Григория Турского, дошёл до Тицина (совр. Павия). Но франкское войско не имело дисциплины, и не в состоянии было исполнить до конца предпринятого королём дела. Насытившись военной добычей и сделавшись жертвой повальной болезни, которая истребила громадное число воинов, франки скоро возвратились на родину, не изменив хода военных действий и не оказав влияния на судьбу готского народа.
Второй поход франков в Италию состоялся во время второго периода войны византийцев с остготами, который начался в 541 года. Теодоберт направил герцога Букцелена (видимо, алеманский вождь Бутилин) в Италию. Франки укрепились в Северной (Цизальпийской) Италии. Историк Прокопий Кесарийский сообщает:

«Теодеберт, без всякого труда подчинив себе и наложив дань на некоторые области Лигурии, на область Коттийских Альп и на большую часть области венетов. Использовав то обстоятельство, что римляне и готы были заняты войной, для личного своего благополучия франки без всякой для себя опасности завладели сами теми местами, из-за которых шла война. Во власти готов осталось в Венетской области только немного маленьких городков, а у римлян — прибрежная область; всё же остальное подчинили себе франки».
«Тотила многократно отправлял к Юстиниану послов, указывая ему, что большая часть Италии захвачена франками».
Григорий Турский приписывает франкам ещё больший успех: 

«А он (Букцелен), захватив малую Италию и отдав её под власть упомянутого короля (Теодоберта), устремился в большую Италию. Здесь после многочисленных сражений с Велисарием он одержал победу. И после того как император увидел, что над Велисарием одерживают частые победы, он отстранил его и на его место поставил Нарсеса. А Букцелен провёл тяжелые сражения против Нарсеса. Захватив всю Италию, он расширил свои завоевания до самого моря; а из Италии он направил Теодоберту большие богатства. Когда Нарсес сообщил об этом императору, тот, наняв наемников-чужеземцев, послал их в помощь Нарсесу. Но, вступив в сражение, Нарсес был побежден и вновь отступил. Затем Букцелен овладел Сицилией. Потребовав с неё выкуп, он отослал его королю. И, впрямь, Букцелену в этих походах сопутствовала большая удача».
Однако хронология и продолжительность оккупации Италии нам неизвестны.
Византийский историк Агафий Миринейский в своём труде «О царствовании Юстиниана» выражал опасения, что Теодеберт собирался даже вторгнуться на территорию собственно Византии — в Далмацию и Фракию, — то есть перенести войну к самой столице Византии Константинополю, пока императорские войска заняты войной в Италии.

«Своё желание он осуществлял так деятельно, а приготовления так основательно, что посылал послов к гепидам, лангобардам и другим соседним народам, чтобы и они приняли участие в войне. Он считал нетерпимым, что император Юстиниан в императорских эдиктах называется франкским и алеманнским, гепидским и лангобардским и другими подобными наименованиями, как будто он поработил все эти народы. Поэтому и сам тяжело переносил эту обиду и других возбуждая к негодованию, как оскорбленных».
Только смерть прервала эти его захватнические планы.

### Смерть Теодеберта и его сподвижников
В конце 547 или начале 548 года, на 14-м году правления Теодеберт после довольно продолжительной болезни, ослабев от недуга, умер. Агафий Миринейский даёт, правда, несколько иную картину гибели Теодеберта. Согласно этому византийскому историку франкский король погиб на охоте; его убил разъярённый дикий бык (возможно, тур или зубр). 

«Теодеберт, завидев этого быка, выскочившего из какого-то ущелья и бросившегося на него, остановился, искусно соскочил с лошади, чтобы встретить копьём. Тот же, оказавшись вблизи, наскочил со всего размаха на дерево средней величины, ударил его лбом и сломанное дерево рухнуло на обоих. Случайно самая большая из ветвей так сильно ударила Теодеберта по голове, что, получив тяжелую и смертельную рану, он тотчас упал на землю и, с трудом унесённый своими домой, умер в тот же день». 
Франки первоначально, по-видимому, не платили налогов или, по крайней мере, не платили подушную подать. Но уже при короле Теодеберте бремя налогов возлагалось и на франков. После смерти Теодеберта, народ возмутился против патриция Парфения, которого считал главным виновником вводимых поборов. Видя, что находится в опасности, он бежал из столицы Меца в Трир, но и там он не смог укрыться от разбушевавшегося народа. Епископы укрыли Парфения в церкви, поместив его в ларь, а сверху прикрыли одеждой, какая бывает в церковном обиходе. Народ ворвался в церковь и, обыскав все углы, они нашли Парфения, вытащили его оттуда и забили камнями. Что же касается двух других сподвижников Теодеберта — Астериола и Секундина, то они ещё при жизни короля перессорились между собой и Секундин убил Астериола. Но у покойного Астериола остался сын. Когда он вырос, он решил отомстить за насилие, совершенное над его отцом. Когда Секундин увидел, что уже не может избежать нависшей над ним опасности, он, как говорят, чтобы не попасть в руки своего врага, умертвил себя ядом.

### Семья
- Жена: с 533 года — Деотерия, вдова из городка Кабриер, что в окрестностях Безье. С ней Теодеберт I познакомился ведя боевые действия против вестготов в Септимании. Став королём, он женился на ней, хотя ещё своим отцом был просватан за дочь короля лангобардов Вахо Визигарду. Однако Деотерия имела простое происхождение, что вызывало недовольство франков и по прошествии 7 лет Теодеберт I оставил её. Этому решению Теодеберта способствовал также тот факт, что Деотерия была повинна в убийстве своей дочери от первого брака, к которой Теодеберт был неравнодушен.
  - Теодебальд (около 534/535 — 555) — король Австразии
  - Бертоара (умерла не ранее 566)[31] — Венанций Фортунат упоминает её как инициатора строительства баптистерия кафедрального собора Майнца.[32] Предполагагается, что она является одним лицом с той дочерью короля Теодеберта, к которой в 547 году безуспешно сватался король готов Тотила.[33]
- примерно с 540 года — Визигарда, дочь короля лангобардов Вахо. Вскоре после замужества умерла.
- неизвестная по имени жена. На ней Теодеберт I женился после смерти Визигарды.